# Église Saint-Pierre de Septfonds
Pour les articles homonymes, voir église Saint-Pierre.
L'église Saint-Pierre de Septfonds est une église située dans la commune associée de Septfonds à Saint-Fargeau, L'église est située dans le département de l'Yonne, en France. Elle est dédiée à saint Pierre.

## Histoire
L'édifice est inscrit au titre des monuments historiques en 1983.